# Кажгалиев, Шамгон Сагиддинович
Шамгон Сагаддинович Кажгалиев (каз. Шамғон Сағаддинұлы Қажығалиев; 1927—2015) — казахский, советский дирижёр, домбрист, педагог. Народный артист СССР (1985).

## Биография
Родился 15 июня 1927 года в селе Уялыкум (ныне в Жангалинском (Жанакалинском) районе, Западно-Казахстанская область Казахстана). Рано потерял родителей и воспитывался в детском доме. Происходит из рода толенгит.
Учился в Камыш-Самарской школе им. С. Кирова в Жанаказане. В десять лет маленький домбрист Шамгон стал победителем областной олимпиады, в двадцать — лауреатом республиканского конкурса домбристов.
В 1950 году окончил факультет народных инструментов Казахской консерватории им. Курмангазы в Алма-Ате: по классу домбры — у народного артиста Казахской ССР К. Жантлеуова, классу скрипки — у И.Лесмана и классу
дирижирования — у А. Жубанова и доцента Л. Шаргородского. В 1964 году окончил отделение оперно-симфонического дирижирования Ленинградской консерватории по классу Э. Грикурова.
В 1950—1960, 1964—1968 и с 1971 года — в Казахском государственном оркестре народных инструментов им. Курмангазы. Прошёл исполнительскую практику: артист оркестра, солист-инструменталист, дирижёр.
С 1952 года — художественный руководитель и главный дирижёр Казахского государственного оркестра народных инструментов им. Курмангазы, сменив его основателя А. Жубанова. В 1953 году на IV Всемирном фестивале молодежи и студентов в Бухаресте (Румыния) оркестр завоевал золотую медаль. Профессионализм Ш. Кажгалиева, дирижёра и организатора, позволил заметно улучшить репертуар оркестра за счет более глубокого изучения национальной музыкальной классики, кюев народных композиторов от Курмангазы и Даулеткерея до Дины Нурпеисовой и Сугура, вошедших в золотой фонд казахской культуры. В коллективе формировалась буквально вся музыкально-народная элита Казахстана от Дины Нурпеисовой до Майры Мухамед-кызы.
Под его руководством оркестр исполнял произведения М. Глинки, Л. Бетховена, В. Моцарта, Г. Берлиоза, П. Чайковского, С. Рахманинова, С. Прокофьева, А. Хачатуряна, Д. Шостақовича, А. Жубанова, М. Тулебаева, Г. Жубановой, С. Мухамеджанова.
Одновременно с помощью фольклориста Болата Сарыбаева собирал в оркестре подлинно народные инструменты, большая часть из которых была утеряна или забыта. Энтузиасты смогли отыскать и восстановить 9 казахских музыкальных инструментов, которые успешно использовали в оркестре.
Создал десятки методических программ и пособий учебного репертуара. Обработал для оркестра народных инструментов более 200 произведений казахских, русских, зарубежных композиторов, написал партитуры 20 кюев из творческого наследия Ахмета Жубанова.
Оркестр стал участником многих международных и республиканских форумов, фестивалей, конкурсов, декад, праздников, трибун, конференций. Он выступал не только у себя в республике и по всему СССР, а позже СНГ, но и за рубежом — Польша, Румыния, Венгрия, Чехословакия, Германия, Франция, Швеция, Финляндия, Дания, Португалия, Италия, Индия, Афганистан, Китай и т. д.
«Музицировать с таким потрясающим оркестром, как оркестр им. Курмангазы — это высокая честь для любого музыканта», — писал Тихон Хренников, композитор, народный артист СССР, многолетний первый секретарь Союза композиторов СССР  (недоступная ссылка).
С 1968 по 1971 год — руководитель Государственного симфонического оркестра Казахской ССР.
С 1971 года — вновь руководитель Казахского государственного оркестра народных инструментов им. Курмангазы.
С 1970 года занимается педагогической деятельностью в Казахской консерватории им. Курмангазы (с 1980 — профессор).
С 1992 года — художественный руководитель Карагандинского академического оркестра народных инструментов им. Таттимбета. Свой полувековой художественный опыт использовал для подъёма профессиональной культуры и исполнительского мастерства вверенного ему коллектива. Маэстро приехал со своей концепцией работы создать оригинальный репертуар на основе регионального фольклорного материала и лучших концертных произведении казахской, русской и зарубежной классики и композиторов стран СНГ и мира. Так впервые в музыкальной практике Республики появились оперы «Абай» и «Кыз Жибек» в сопровождении народного оркестра в концертном исполнении.
Скончался 2 мая 2015 года в Алма-Ате. Похоронен на Кенсайском кладбище. (Кенсай-2)

### Семья
- Два сына: Тлес Кажгалиев (1949—1996) — известный Казахстанский композитор, аранжировщик и Нарын Кажгали (1993), дирижёр, пианист, лауреат международных, республиканских конкурсов и фестивалей.
- Три дочери — Карлыгаш Кажгалиева (1950) и Гульмира Емкулова (1953) кандидаты филологических наук, преподают английский язык, Акмарал Кажгалиева (1980) — пианистка, композитор.

## Награды и звания
- Орден Отан (2007)
- Орден Парасат (1997)
- Народный артист СССР (1985)
- Государственная премия Казахской ССР (1982)
- Орден Дружбы народов (1981)
- Народный артист Казахской ССР (1967)
- Орден Трудового Красного Знамени (3 января 1959) — за выдающиеся заслуги в развитии казахского искусства и литературы и в связи с декадой казахского искусства и литературы в гор. Москве
- Орден «Знак Почёта»
- Почётный гражданин Уральска[6]

## Интересные факты
- В начале 1970-х гастроли Казахского государственного академического оркестра имени Курмангазы в Китае совпали с международной встречей на высшем уровне правительственных делегаций СССР и Китая. Визит обычно заканчивался ужином и праздничным концертом. Ш. Кажгалиев обратился к послу СССР в Китае В. Толстикову с просьбой не вызывать артистов из Москвы, а дать возможность выступить артистам из Казахстана. Дипломаты прослушали программу и немало удивились. «У вас отлично звучит китайская музыка, а Ермек Серкебаев поёт лучше многих певцов Большого театра», — дали они оценку. А после концерта на сцену вдруг вышел Мао Цзэдун и, поприветствовав артистов, произнес: «Хороший оркестр, талантливый дирижёр». Зал буквально взорвался аплодисментами[7].